# Antonio Janni
Antonio Janni (né le 19 septembre 1904 à Santena dans le Piémont, et mort le 29 juin 1987 à Turin) est un joueur de football international italien, qui évoluait au poste de milieu de terrain, avant de devenir entraîneur.

## Biographie

### Carrière de joueur

#### Carrière en sélection
Avec l'équipe d'Italie, il joue 23 matchs (pour un but inscrit) entre 1923 et 1929. 
Il joue son premier match en équipe nationale le 23 novembre 1924 contre l'Allemagne et son dernier le 7 avril 1929 contre l'Autriche.
Il figure dans le groupe des sélectionnés lors des JO de 1924 et de 1928. Il joue 4 matchs lors du tournoi olympique de 1928.

## Palmarès

### Palmarès de joueur
| Torino - Championnat d'Italie (2) : - Champion : 1926-27 (annulé) et 1927-28. - Coupe d'Italie (1) : - Vainqueur : 1935-36. |  | \| Italie - Coupe internationale (1) : - Vainqueur : 1927-30. \| \| Italie olympique - Jeux olympiques : - Bronze : 1928. \| |
| Italie - Coupe internationale (1) : - Vainqueur : 1927-30.                                                                  |  | Italie olympique - Jeux olympiques : - Bronze : 1928.                                                                        |

### Palmarès d'entraineur
| Varèse - Championnat d'Italie D3 (1) : - Champion : 1938-39. |  | Torino - Championnat d'Italie (1) : - Champion : 1942-43. - Coupe d'Italie (1) : - Vainqueur : 1942-43. |  | SPAL - Championnat d'Italie D2 (1) : - Champion : 1950-51. |